# Kubuś i Hefalumpy
Kubuś i Hefalumpy (ang. Pooh’s Heffalump Movie) – amerykański film animowany w reżyserii Franka Nissena z 2005 roku na podst. postaci z książek o Kubusiu Puchatku A.A. Milne’a. Fabuła filmu skupia się na słoniokształtnych hefalumpach. Film wyprodukował Walt Disney Pictures.
Premiera filmu w Polsce odbyła się 4 lutego 2005 roku z dystrybucją Forum Film Poland. Film został wydany na wideo i DVD 10 sierpnia 2005 roku przez Imperial Entertainment.
Film nie jest kanoniczny w stosunku do serialu Nowe przygody Kubusia Puchatka, bo tam już pojawiały się prawdziwe Hefalumpy.

## Fabuła
W Stumilowym Lesie pojawiają się tajemnicze ślady. Należą one do strasznych potworów znanych jako Hefalumpy. Niedługo okazuje się, że są to jednak wesołe i sympatyczne stworzenia. Maleństwo wkrótce zaprzyjaźnia się jednym z nich

## Obsada głosowa
- Nikita Hopkins – Maleństwo
- Kyle Stanger – Lumpek
- Jim Cummings –
  - Kubuś Puchatek,
  - Tygrys
- John Fiedler – Prosiaczek
- Kath Soucie – Kangurzyca
- Ken Sansom – Królik
- Peter Cullen – Kłapouchy
- Brenda Blethyn – pani Hefalump

## Wersja polska
Opracowanie: Start International Polska

Reżyseria: Joanna Wizmur

Dialogi: Krystyna Skibińska-Subocz

Dźwięk i montaż: Sławomir Czwórnóg

Teksty piosenek: Marek Robaczewski

Kierownik muzyczny: Marek Klimczuk

Piosenki nagrano w: STUDIO BUFFO

Opieka artystyczna: Maciej Eyman

Nagranie i montaż piosenek: Jarosław Regulski

Produkcja polskiej wersji językowej: Disney Character Voices International, Inc.

W wersji polskiej udział wzięli:
- Monika Błachnio – Maleństwo
- Wit Apostolakis-Gluziński – Lumpek
- Maciej Kujawski – Kubuś Puchatek
- Tomasz Steciuk – Prosiaczek
- Jacek Czyż – Tygrys
- Ryszard Nawrocki – Królik
- Joanna Jeżewska – Kangurzyca
- Jan Prochyra – Kłapouchy
- Joanna Wizmur – pani Hefalump